# Grizzlys Wolfsburg

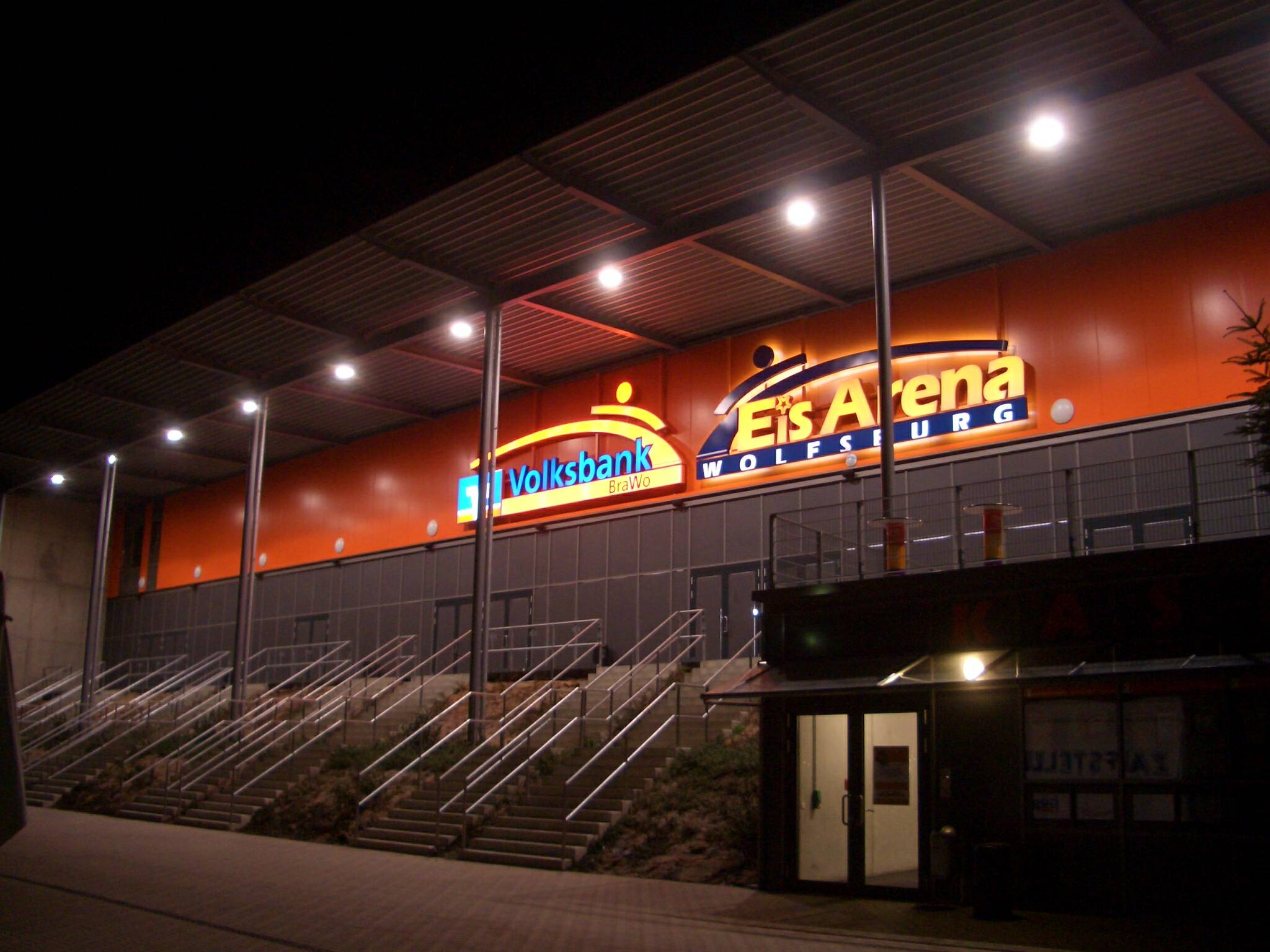
Wejście do EisArena Wolfsburg.

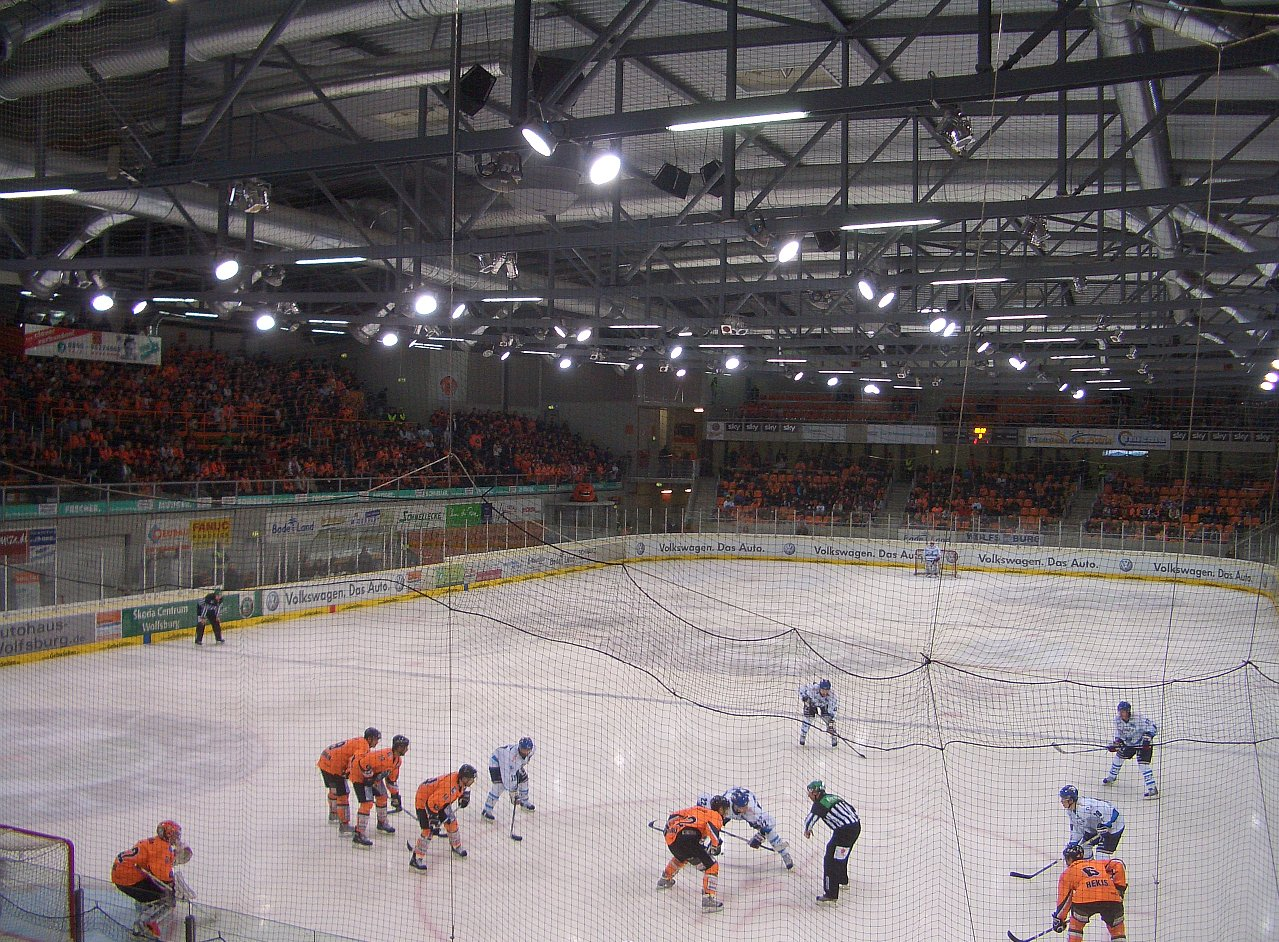
EisArena Wolfsburg podczas meczu Grizzly Adams Wolfsburg - Adler Mannheim 27.11.09.

Grizzlys Wolfsburg – niemiecki klub hokejowy z siedzibą w Wolfsburgu (Dolna Saksonia), występujący od sezonu 2007/08 w rozgrywkach DEL.
Trenerem zespołu od 1998 do 2005 był Słowak Štefan Mikeš.

## Informacje ogólne
- Nazwa: EHC Grizzly Adams Wolfsburg
- Rok założenia: 1975
- Barwy: pomarańczowo-czarne
- Adres: Allerpark 5, 38448 Wolfsburg
- Lodowisko: EisArena Wolfsburg
- Pojemność hali: 4500

## Dotychczasowe nazwy klubu
- TV Jahn Wolfsburg (1975–1986)
- ESC Wolfsburg (1986–1994)
- EC Wolfsburg (1994–1996)
- Grizzly Adams EHC Wolfsburg (od 1996)
  - Grizzlys Wolfsburg (od lipca 2015)

## Sukcesy
- Złoty medal Oberligi Nord: 2001
- Awans do 2. Bundesligi: 2001
- Złoty medal 2. Bundesligi: 2004, 2007
- Awans do DEL: 2004, 2007
- Puchar Niemiec: 2009
- Pierwsze miejsce po sezonie zasadniczym DEL: 2011
- Srebrny medal mistrzostw Niemiec: 2011, 2021